# 詹姆斯·T·法雷爾
詹姆斯·T·法雷爾（James T. Farrell，1904年—1979年），美國作家，代表作是《斯塔茲朗尼根三部曲》，曾入選20世紀百大英文小說。